# 架空OL日記
『架空OL日記』（かくうオーエルにっき）は、バカリズムによる書籍。バカリズムが2006年からOLになりきって架空の日常を綴ったブログ「架空升野日記」を書籍化したものである。2013年に小学館文庫から2巻を発行。2017年4月13日より読売テレビ制作にてバカリズム原作、脚本、主演で連続ドラマがスタート、2020年に同じくバカリズム原作・脚本・主演で映画化。

## 主要登場人物
私（升野英知）
ややズボラ女子。ゲームや食べることが好き。インドア派。
マキちゃん（藤川真紀）
会社の同僚。ジム通いの結果、腹筋が割れるほどに。
サエちゃん（五十嵐紗英）
会社の後輩。いろんな意味で天然すぎる。
小峰さま（小峰智子）
会社の先輩。通称「小峰様」。姉御肌の頼れる先輩。
酒木さん（酒木法子）
会社の先輩。家庭的でしっかりもの。特技はボウリング。

## 書誌情報
- 架空OL日記 1（2013年5月5日発行、小学館文庫、カバーイラスト：ニイルセン） ISBN 978-4-09-408826-7
- 架空OL日記 2（同上）解説：いとうせいこう ISBN 978-4-09-408827-4

## テレビドラマ
2017年4月14日（13日深夜）から6月16日（15日深夜）まで毎週金曜日の1:29 - 1:59に読売テレビにて放送。当時のバカリズム自身によるブログの内容を抜粋し、現代要素も加えて映像化。全10話。2017年度向田邦子賞受賞作。
バカリズムがドラマの脚本を務めるのは同系列局で放送された連続ドラマ『住住』（2017年1月 - 3月。日本テレビ制作）に続き9度目。バカリズムは本名名義で自ら主演も務めているが、「24歳OL」という設定でありながら女装は私服のスカートや行員の制服など最小限のものにとどめ、女言葉も使わない。視聴者の目には、女性性を強調する要素がほとんどない、バカリズムそのものでしかない主人公を、周囲の人物は全員普通のOLとして扱っているという奇妙さが演出される。この手法によって、男性が女性になりすましてブログを書いていたという狂気を表現しようとした。
各種動画サイトでも配信。huluでは未放送部分を含んだオリジナル版を配信。
2017年10月18日にDVD-BOXを発売。オリジナル版全10話に加え、メイキングなどの特典映像、アイキャッチイラストをまとめたブックレット付。

### 評価
2017年6月度のギャラクシー賞月刊賞受賞。バカリズムは第55回ギャラクシー賞のテレビ部門特別賞を受賞。また脚本家としてバカリズムは第36回向田邦子賞も受賞した。
向田邦子賞の選考委員でもあった脚本家の坂元裕二は2018年のTV Bros.に掲載されたインタビューの中でとても好きなドラマに『架空OL日記』の名前を挙げ、「ワールドクラスの大傑作」と絶賛している。

### あらすじ
みさと銀行に勤める入行5年目のOL、升野が綴ったブログに沿って日常を振り返る。

### キャスト
- 私（24）- 升野英知[8]
- 藤川真紀（24）- 夏帆
- 小峰智子（27）- 臼田あさ美
- 五十嵐紗英（22）- 佐藤玲
- 酒木法子（29）- 山田真歩
- かおりん - 三浦透子
- 志保
- ゆみちゃん - 田原可南子
- 副支店長 - 赤山健太
- 柏原 - 帆足健志
- 石川凛、Nina、赤尾理奈、大和田紗希、光永由佳、大橋貴子、川田美佳

### テーマ曲
- オープニングテーマ：「Love Forever」TOWA TEI
- 主題歌：「月曜日戦争」吉澤嘉代子（9話出演）

### スタッフ
- 原作：バカリズム「架空OL日記1」「架空OL日記2」（小学館文庫）
- 脚本：バカリズム
- 撮影：早坂伸（JSC）
- 照明：田島慎
- 録音：吉田憲義、深田晃
- 美術：木村文洋
- 衣装：坂井央里英
- ヘアメイク：鈴木海希子、有馬妙美
- 編集：西尾光男
- 音楽：眞鍋昭大
- 助監督：中里洋一
- 製作担当：菅井俊哉
- ラインプロデューサー：奥泰典
- コンテンツプロデューサー（製作委員会）：清水誠（読売テレビ）、土生宏匡（ジェイアール東日本企画）、中野大介（ティップネス）、森惇志（C Channel）、中島純（ポニーキャニオン）、湯田健太郎（ローソンHMVエンタテイメント）
- プロデューサー：古島裕己（読売テレビ）、伊藤太一（AOI Pro.）、妹尾奈津美（Hulu）
- チーフプロデューサー：吉川真理（読売テレビ）、毛利忍（Hulu）
- 製作：薮下維也（読売テレビ）、長澤一史（Hulu）、中江康人（AOI Pro.）、弓矢法政（ジェイアール東日本企画）、岡部智洋（ティップネス）、三枝孝臣（C Channel）、男全修二（ポニーキャニオン）、長田史郎（ローソンHMVエンタテイメント）
- 制作プロダクション：AOI Pro.
- 監督：住田崇
- 製作著作：2017「架空OL日記」製作委員会（読売テレビ/Hulu/AOI Pro./ジェイアール東日本企画/ティップネス/C Channel/ポニーキャニオン/ローソンHMVエンタテイメント）

### ネット局
| 放送対象地域 | 放送局                | 放送期間                | 放送時間                         | 系列           | 備考                                      |
| ------------ | --------------------- | ----------------------- | -------------------------------- | -------------- | ----------------------------------------- |
| 近畿広域圏   | 読売テレビ（ytv）     | 2017年4月14日 - 6月16日 | 金曜日 1:29 - 1:59（木曜日深夜） | 日本テレビ系列 | 製作委員会参加 初回は1:34。 7話のみ1:04。 |
| 関東広域圏   | 日本テレビ（NTV）     | 2017年4月16日 - 6月18日 | 日曜日 1:55 - 2:25（土曜日深夜） | 日本テレビ系列 | 初回は3:20。                              |
| 静岡県       | 静岡第一テレビ（SDT） | 2017年4月16日 - 6月18日 | 日曜日 2:20 - 2:50（土曜日深夜） | 日本テレビ系列 | 初回は2:40。                              |
| 宮城県       | ミヤギテレビ（MMT）   | 2017年4月18日 - 6月20日 | 火曜日 0:59 - 1:29（月曜日深夜） | 日本テレビ系列 |                                           |
| 福島県       | 福島中央テレビ（FCT） | 2017年4月19日 - 6月21日 | 水曜日 1:29 - 1:59（火曜日深夜） | 日本テレビ系列 |                                           |
| 長崎県       | 長崎国際テレビ（NIB） | 2017年4月20日 - 6月22日 | 木曜日 0:59 - 1:29（水曜日深夜） | 日本テレビ系列 |                                           |
| 徳島県       | 四国放送（JRT）       | 2017年4月20日 - 6月22日 | 木曜日 1:29 - 1:59（水曜日深夜） | 日本テレビ系列 |                                           |
| 中京広域圏   | 中京テレビ（CTV）     | 2017年4月20日 - 6月22日 | 木曜日 2:13 - 2:43（水曜日深夜） | 日本テレビ系列 |                                           |
| 長野県       | テレビ信州（TSB）     | 2017年4月21日 - 6月23日 | 金曜日 2:14 - 2:44（木曜日深夜） | 日本テレビ系列 |                                           |
| 北海道       | 札幌テレビ（STV）     | 2017年4月27日 - 6月29日 | 木曜日 1:34 - 2:04（水曜日深夜） | 日本テレビ系列 |                                           |
| 広島県       | 広島テレビ（HTV）     | 2017年4月28日 - 6月30日 | 金曜日 1:29 - 1:59（木曜日深夜） | 日本テレビ系列 |                                           |
| 山口県       | 山口放送（KRY）       | 2017年5月14日 -         | 日曜日 1:50 - 2:20（土曜日深夜） | 日本テレビ系列 |                                           |
| 福岡県       | 福岡放送（FBS）       | 2017年5月28日 -         | 日曜日 1:30 - 2:00（土曜日深夜） | 日本テレビ系列 |                                           |
| 石川県       | テレビ金沢（KTK）     | 2017年6月22日 -         | 木曜日 0:59 - 1:34（水曜日深夜） | 日本テレビ系列 |                                           |
| 秋田県       | 秋田放送（ABS）       | 2017年7月3日 - 9月4日   | 月曜日 1:25 - 1:55（日曜日深夜） | 日本テレビ系列 |                                           |

ネット配信
| 配信元 | 更新日時                         | 備考                 |
| ------ | -------------------------------- | -------------------- |
| hulu   | 読売テレビ放送終了後（毎週金曜） | 有料会員は全話見放題 |

## 映画
2020年2月28日公開。

### キャスト
- 私：バカリズム
- 藤川真紀：夏帆
- 小峰智子：臼田あさ美
- 五十嵐紗英：佐藤玲
- 酒木法子：山田真歩
- 真壁香里：三浦透子
- ソヨン：シム・ウンギョン
- クミ：石橋菜津美
- リエ：志田未来
- 小野寺課長：坂井真紀
- 新郎：鳥居功太郎

### スタッフ
- 原作：バカリズム『架空OL日記』（小学館文庫）
- 監督：住田崇
- 脚本：バカリズム
- 主題歌：吉澤嘉代子『月曜日戦争』（日本クラウン）
- オープニング曲：TOWA TEI『Love Forever』
- 製作：菊川雄士、長澤一史、潮田一、村松克也、柵木秀夫、花房秀治、河野洋範、田中祐介
- エグゼクティブプロデューサー：佐々木加奈
- プロデューサー：古島裕己、伊藤太一
- 企画プロデュース：小林伸也
- 撮影：早坂伸
- 照明：田島慎
- 録音：西條博介
- 美術：木村文洋
- 衣装：坂井央里英
- メイク：鈴木海希子
- 編集：西尾光男
- 助監督：関根淳
- ラインプロデューサー：奥泰典
- 配給：ポニーキャニオン、読売テレビ放送
- 制作プロダクション：AOI Pro.
- 製作：「架空OL日記」製作委員会（読売テレビ放送、Hulu Japan、AOI Pro.、ポニーキャニオン、マセキ芸能社、ティップネス、読売テレビエンタープライズ、GYAO）